# Coupe de Tunisie féminine de basket-ball
La coupe de Tunisie de basket-ball féminin est une compétition tunisienne de basket-ball féminin instaurée en 1966. 
C'est le club de la Zitouna Sports qui a remporté le plus grand nombre de coupes (13) suivi du Stade tunisien (9) et du Club sportif sfaxien (7).

## Palmarès
- 1966 : Zitouna Sports
- 1967 : Club sportif de la coopération[1]
- 1968 : Union sportive radésienne
- 1969 : Radès Transport Club
- 1970 : Ezzahra Sports
- 1971 : Zitouna Sports
- 1972 : Association sportive féminine
- 1973 : Zitouna Sports
- 1974 : Zitouna Sports
- 1975 : Zitouna Sports
- 1976 : Association sportive féminine
- 1977 : Zitouna Sports
- 1978 : Zitouna Sports
- 1979 : Zitouna Sports
- 1980 : Zitouna Sports
- 1981 : Zitouna Sports
- 1982 : Stade tunisien
- 1983 : Espérance sportive de Tunis
- 1984 : Espérance sportive de Tunis
- 1985 : Stade tunisien
- 1986 : Jeunesse athlétique de Bougatfa
- 1987 : Jeunesse athlétique de Bougatfa
- 1988 : Espérance sportive de Tunis
- 1989 : Stade tunisien
- 1990 : Al Hilal sports
- 1991 : Stade tunisien
- 1992 : Al Hilal sports
- 1993 : Al Hilal sports
- 1994 : Stade tunisien
- 1995 : Stade tunisien
- 1996 : Stade tunisien
- 1997 : Zitouna Sports
- 1998 : Club sportif sfaxien
- 1999 : Zitouna Sports
- 2000 : Stade tunisien
- 2001 : Stade tunisien
- 2002 : Club sportif sfaxien
- 2003 : CSP Circulation
- 2004 : Zitouna Sports
- 2005 : Club sportif sfaxien
- 2006 : Club sportif sfaxien
- 2007 : Club sportif sfaxien
- 2008 : Espoir sportif du Cap Bon
- 2009 : Club sportif sfaxien
- 2010 : Espoir sportif du Cap Bon
- 2011 : Dalia sportive de Grombalia
- 2012 : CSP Circulation
- 2013 : Club sportif sfaxien
- 2014 : CSP Circulation
- 2015 : Espoir sportif du Cap Bon
- 2016 : Espoir sportif du Cap Bon
- 2017 : CSP Circulation
- 2018 : CSP Circulation
- 2019 : CSP Circulation
- 2020 : Espoir sportif du Cap Bon
- 2021 : Ezzahra Sports
- 2022 : Espoir sportif du Cap Bon
- 2023 : Jeunesse sportive d'El Menzah
- 2024 : Jeunesse sportive d'El Menzah
- 2025 : ASF Jemmal

## Palmarès par équipe
| Club                                    | Ville     | Titres | Années                                                                       |
| --------------------------------------- | --------- | ------ | ---------------------------------------------------------------------------- |
| Zitouna Sports                          | Tunis     | 13     | 1966, 1971, 1973, 1974, 1975, 1977, 1978, 1979, 1980, 1981, 1997, 1999, 2004 |
| Stade tunisien                          | Tunis     | 9      | 1982, 1985, 1989, 1991, 1994, 1995, 1996, 2000, 2001                         |
| Club sportif sfaxien                    | Sfax      | 7      | 1998, 2002, 2005, 2006, 2007, 2009, 2013                                     |
| CSP Circulation                         | Tunis     | 6      | 2003, 2012, 2014, 2017, 2018, 2019                                           |
| Espoir sportif du Cap Bon               | Nabeul    | 6      | 2008, 2010, 2015, 2016, 2020, 2022                                           |
| Al Hilal sports                         | Tunis     | 3      | 1990, 1992, 1993                                                             |
| Espérance sportive de Tunis             | Tunis     | 3      | 1983, 1984, 1988                                                             |
| Jeunesse athlétique de Bougatfa         | Tunis     | 2      | 1986, 1987                                                                   |
| Association sportive féminine           | Tunis     | 2      | 1972, 1976                                                                   |
| Radès Transport Club                    | Radès     | 2      | 1968, 1969                                                                   |
| Ezzahra Sports                          | Ezzahra   | 2      | 1970, 2021                                                                   |
| Jeunesse sportive d'El Menzah           | El Menzah | 2      | 2023, 2024                                                                   |
| Dalia sportive de Grombalia             | Grombalia | 1      | 2011                                                                         |
| Club sportif de la coopération          | Tunis     | 1      | 1967                                                                         |
| Association sportive féminine de Jemmal | Jemmal    | 1      | 2025                                                                         |